# Paweł Bochniewicz
Paweł Bochniewicz, né le 30 janvier 1996 à Dębica en Pologne, est un footballeur international polonais qui joue au poste de défenseur central au SC Heerenveen.

## Biographie

### Carrière en club

#### Débuts professionnels
Né à Dębica en Pologne, Paweł Bochniewicz commence le football dans le club de sa ville natale, le Wisłoka Dębica avant de rejoindre le Stal Mielec. En 2012 il rejoint l'Italie et le club du Reggina Calcio, où il poursuit sa formation.
Le 6 juin 2014 il signe pour cinq ans à l'Udinese Calcio.
Il est prêté pendant deux ans au Grenade CF, où il ne fait aucune apparition avec l'équipe première et joue en équipe réserve.

#### Górnik Zabrze
Le 18 janvier 2018, Paweł Bochniewicz est prêté au Górnik Zabrze jusqu'à la fin de la saison. Il joue son premier match le 9 février 2018 lors d'une rencontre de championnat perdue par son équipe face au Wisła Płock sur le score de quatre buts à deux. Le 9 mai de la même année il inscrit son premier but, face au Korona Kielce, en championnat.
Bochniewicz est transféré définitivement au Górnik Zabrze en juillet 2019.

#### SC Heerenveen
Le 10 septembre 2020 Paweł Bochniewicz est recruté par le SC Heerenveen, où il s'engage pour trois ans.
Bochniewicz se fait remarquer dès son premier match pour Heerenveen en marquant un but, le 12 septembre 2020, à l'occasion de la première journée de la saison 2020-2021 d'Eredivisie, la première division néerlandaise, face au Willem II Tilburg. Titulaire, il participe à la victoire de son équipe par deux buts à zéro,.
En août 2021, alors que la nouvelle saison n'a pas encore commencée, Paweł Bochniewicz se blesse gravement. Touché aux ligaments croisés, son absence est estimée à environ neuf mois,.

### En sélection
Avec les moins de 19 ans Bochniewicz joue un total de sept matchs entre 2014 et 2015, dont six comme titulaire.
Paweł Bochniewicz fête sa première sélection avec l'équipe de Pologne espoirs le 26 mars 2016 contre la Biélorussie, match durant lequel son équipe s'impose par trois buts à zéro.
Avec les espoirs il est sélectionné pour participer au championnat d'Europe espoirs en 2019, où il joue deux matchs.
Le 7 octobre 2020 il honore sa première sélection avec l'équipe nationale de Pologne, lors d'un match amical face à la Finlande. Il entre en jeu ce jour-là à la place de Sebastian Walukiewicz et son équipe s'impose largement par cinq buts à un.